# ليس فيرديناند
ليسلي «ليس» فيرديناند (بالإنجليزية: Les Ferdinand)‏: لاعب كرة قدم إنجليزي سابق، من مواليد 8 ديسمبر 1966 في لندن في إنجلترا.لعب مع منتخب إنجلترا لكرة القدم منذ عام 1993 وحتى عام 1998، وشارك معهم في 17 مباراة وسجل 5 أهداف.

## روابط خارجية
- ليس فيرديناند على موقع الاتحاد الدولي (مؤرشف)  (الإنجليزية)
- ليس فيرديناند على موقع قاعدة بيانات كرة القدم.إي يو (الإنجليزية)
- ليس فيرديناند على موقع ليكيب (الفرنسية)
- ليس فيرديناند على موقع ناشيونال فوتبول تيمز (الإنجليزية)
- ليس فيرديناند على موقع Soccerbase.com (لاعب) (الإنجليزية)
- ليس فيرديناند على موقع عالم كرة القدم.نت (الإنجليزية)